# Prisão de Fleet

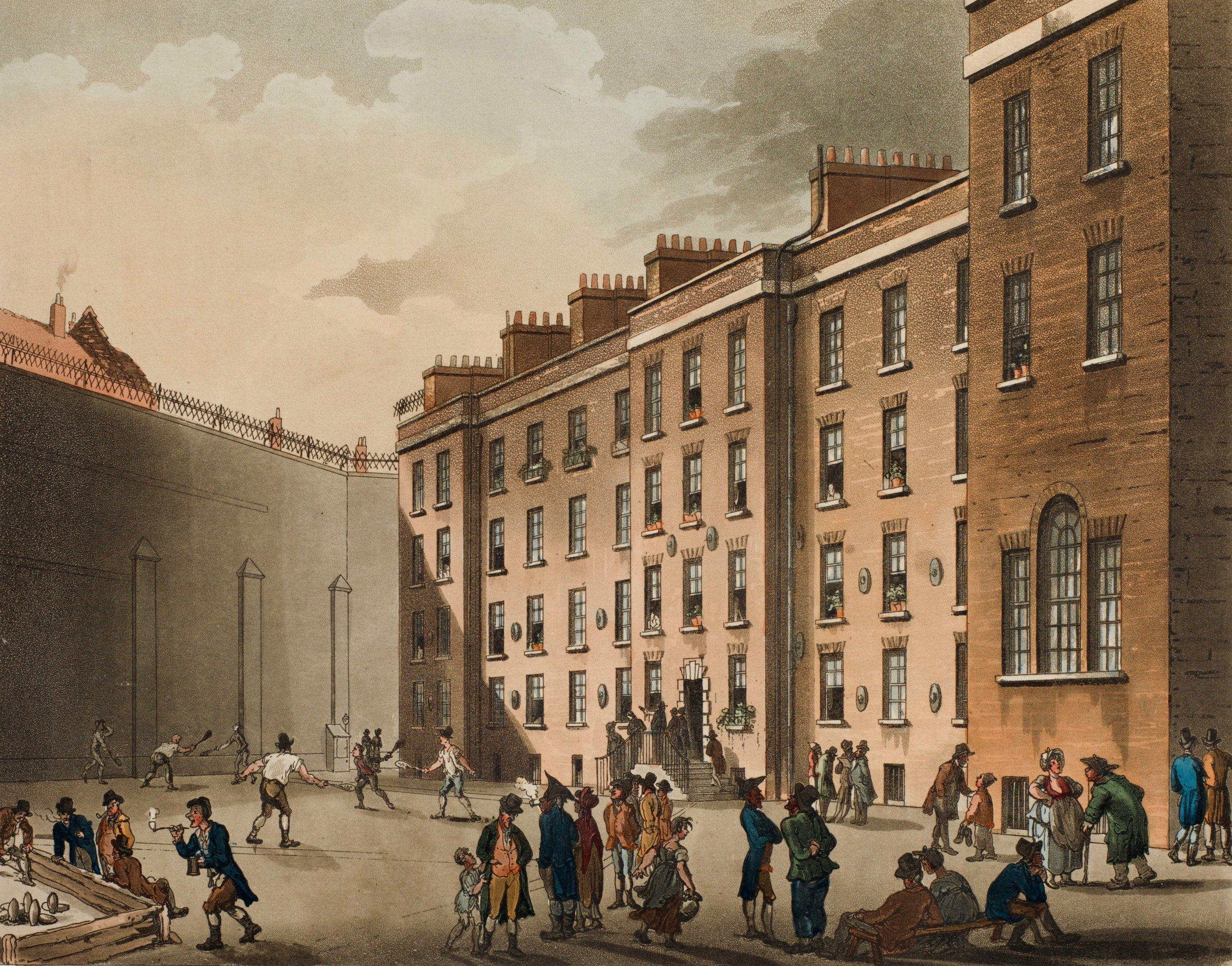
A Prisão de Fleet por volta de 1808.

A Prisão de Fleet (Fleet Prison, em inglês) foi uma famosa prisão de Londres construída à margem oriental do Rio Fleet. A prisão foi construída em 1197 e esteve em uso até 1844. Sua demolição ocorreu em 1846.

## Condenados famosos
- John Cleland